# Ашагы-Гюзляк
Ашагы-Гюзляк (азерб. Aşağı Güzlək) — село в Каракёллунской административно-территориальной единице Физулинского района Азербайджана, расположенное к юго-западу от города Физули.

## Топонимика

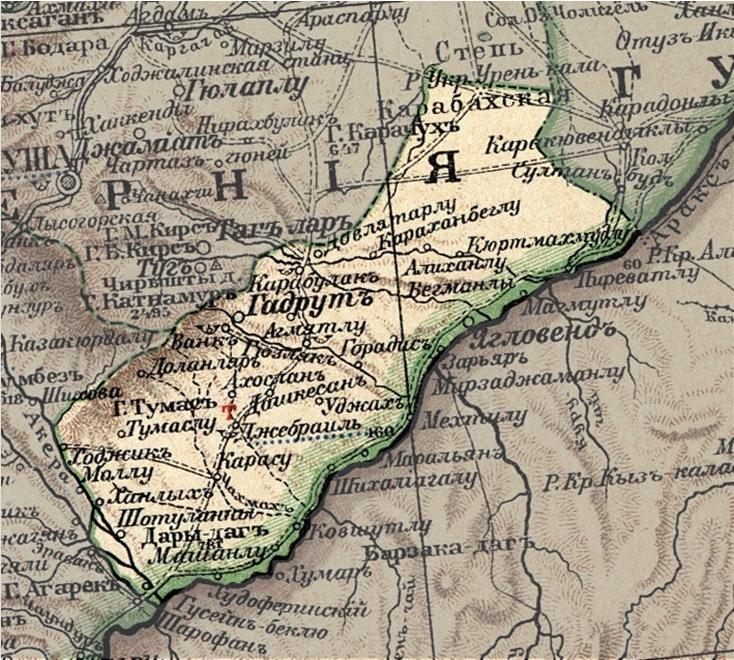
Село Гюзляк на карте Джебраильского уезда 1903 года

Село изначально называлось Гюзляк. В XIX веке территории села отделилось от села Юхары-Гюзляк, само же село стало именоваться Ашагы-Гюзляк. Слово «Гюзляк» в переводе со старотюркского языка означает «осеннее пастбище». Первый же компонент Ашагы (Нижний) означает географическое расположение села.

## История
В годы Российской империи село Гюзлак входило в состав Джебраильского уезда Елизаветпольской губернии. В советские годы село входило в состав Физулинского района Азербайджанской ССР. В ходе Первой карабахской войны в августе 1993 года было оккупировано вооружёнными формированиями непризнанной НКР и пришло в запустение.
В октябре 2020 года, в ходе Второй карабахской войны, Азербайджан вернул контроль над территорией всего Физулинского района, включая территорию села Ашагы-Гюзляк.

## Экономика
Основным занятием населения было сельское хозяйство — земледелие, скотоводство и животноводство.

## Уроженцы
- Губад Ибадоглу
- Вюгар Байрамов